# Vitry-sur-Orne
Vitry-sur-Orne – miejscowość i gmina we Francji, w regionie Grand Est, w departamencie Mozela.
Według danych na rok 1990 gminę zamieszkiwało 2369 osób, a gęstość zaludnienia wynosiła 311 osób/km² (wśród 2335 gmin Lotaryngii Vitry-sur-Orne plasuje się na 184. miejscu pod względem liczby ludności, natomiast pod względem powierzchni na miejscu 779.).